# Sous-groupe local
Cet article court présente un sujet plus développé dans : Groupe local.
Le Sous-groupe local ou (sous-)groupe de la Voie lactée est le sous-groupe de galaxies dont l'objet primaire est la Voie lactée. Ses autres composantes sont les galaxies satellites de la Voie lactée.
Le Sous-groupe local est lui-même une des composantes du Groupe local.

## Liste des galaxies
| Galaxie                                    | Classe            | Type       | Distance                              | Luminosité (millions de soleils) |
| ------------------------------------------ | ----------------- | ---------- | ------------------------------------- | -------------------------------- |
| La Voie lactée (notre galaxie)             | Spirale           | Sb         | 0                                     | 8 300                            |
| Galaxie naine du Grand Chien               | Irrégulière       | Irr        | environ 7,7 kpc (∼25 100 al)          | 20                               |
| SagDEG                                     | Naine elliptique  | dSph(t)    | environ 24,4 kpc (∼79 600 al)         | 18                               |
| Grand Nuage de Magellan                    | Irrégulière       | Irr/SB(s)m | environ 48,5 kpc (∼158 000 al)        | 2 100                            |
| Galaxie naine du Bouvier                   | Naine sphéroïde   | dSph       | 60 ± 6 kpc (∼196 000 al)              | ?                                |
| Petit Nuage de Magellan                    | Irrégulière       | SB(s)m pec | 61 ± 3 kpc (∼199 000 al)              | 580                              |
| Galaxie naine de la Petite Ourse           | Naine sphéroïde   | dE4        | environ 63 kpc (∼205 000 al)          | 0,3                              |
| Galaxie naine du Dragon                    | Naine sphéroïde   | dE0 pec    | 80 ± 10 kpc (∼261 000 al)             | 0,3                              |
| Galaxie naine du Sextant                   | Naine sphéroïde   | dE3        | 86 ± 6 kpc (∼280 000 al)              | 0,5                              |
| Galaxie naine du Sculpteur                 | Naine sphéroïde   | dE3        | environ 87 kpc (∼284 000 al)          | 2,2                              |
| Galaxie naine de la Carène                 | Naine sphéroïde   | dE3        | environ 100 kpc (∼326 000 al)         | 0,4                              |
| Galaxie naine du Fourneau                  | Naine sphéroïde   | dSph/E2    | 138 ± 8 kpc (∼450 000 al)             | 16                               |
| Leo II                                     | Naine sphéroïde   | dE0 pec    | 210 ± 15 kpc (∼685 000 al)            | 0,6                              |
| Leo I                                      | Naine sphéroïde   | dE3        | 250 ± 25 kpc (∼815 000 al)            | 4,8                              |
| Galaxie naine du Phénix                    | Irrégulière       | Irr        | environ 396 kpc (∼1,29 million d'al)  | ?                                |
| Leo A                                      | Irrégulière       | IBm V      | 690 ± 60 kpc (∼2,25 millions d'al)    | 3                                |
| DDO 216 également nommée : Pegasus, PegDIG | Naine irrégulière | SB(s)m pec | 1,07 ± 0,05 Mpc (∼3,49 millions d'al) | 12                               |